# Хедий Лолиан Теренций Гентиан
Хедий Лолиан Теренций Гентиан (на латински: Hedius Lollianus Terentius Gentianus) e политик и сенатор на Римската империя през началото на 3 век по времето на император Септимий Север.

## Биография
Гентиан произлиза вероятно от Поленция в Лигурия. Той е син на Квинт Хедий Руф Лолиан Гентиан (суфектконсул 186 г.) и внук на Луций Хедий Руф Лолиан Авит (консул 144 г.). Неговият брат Квинт Хедий Лолиан Плавций Авит е консул през 209 г. Сестра му Теренция Флавула е весталка на Веста.
Гентиан e vir clarissimus, фламин (flamen dialis), легат на Арабия (legatus Augusti pro praetore Arabiae) през 209 г. През 211 г. той е консул заедно с Помпоний Бас.